# フィアット・デュカト
デュカト（DUCATO）は、フィアット社が製造する大型バンである。プジョー・ボクサー、シトロエン・ジャンパーとは姉妹車の関係にあり、キャンピングカーへの改装に使用される非常に一般的なモデルである。これらの3車種全ては1981年以来、イタリアとブラジルにある同じ工場で製造され、これまでに200万台以上が生産されている。

## 初代 (1981年 - 1993年)
初代デュカトは1981年に導入され、1993年にフェイスリフトを施された。エンジンは2.0 Lの直列4気筒のガソリンエンジンと1.9 Lのディーゼルエンジン、グレードはベースのSとSXがあった。生産はイタリアのセヴェル南（Sevel Sud）工場で行われた。ほぼ同一の他ブランドの車としてアルファ・ロメオ AR6、プジョー・J5、シトロエン・C25、タルボ・エクスプレス（1986年 - 1992年）があった。デュカトの各モデルの名称はその積載量に応じて、デュカト 10（1.0トン）、デュカト 13（1.3トン）、デュカト 14（1.4トン）とデュカト マキシ18（1.8トン）であった。

### エンジン
| 型式  | 種類               | 出力                |
| 1.8   | ガソリンエンジン   | 69 PS (68 hp/51 kW) |
| 2.0   | ガソリンエンジン   | 75 PS (74 hp/55 kW) |
| 2.0   | ガソリンエンジン   | 84 PS (83 hp/62 kW) |
| 1.9   | ディーゼルエンジン | 70 PS (69 hp/51 kW) |
| 2.5   | ディーゼルエンジン | 74 PS (73 hp/54 kW) |
| 2.5TD | ディーゼルエンジン | 95 PS (94 hp/70 kW) |

## 2代目 (1993年 – 2006年)
新しいセヴェル工場の製品では、プジョーはボクサーに、シトロエンはジャンパー（英国ではリレー：Relay）に名称を変更した。1998年にオプション・エンジンの一つであったフィアット製2.5 Lディーゼルエンジンはイヴェコ／ソフィム（Sofim）製の2.8 Lに替えられた。
デュカトの貨物運搬モデルは12m3の容積を持ち、2.0 Lガソリンエンジン、2.0 L JTD、2.3 L JTD 16v、2.8 L JTDの4種類のエンジンが選択できた。これら全てのエンジンはユーロ3規制に適合し、プログラム・メンテナンス・マネージメント機能を持っていた。変速機は2種類あり、5速マニュアルトランスミッションと4速オートマチックトランスミッションが用意されていた。
デュカトの旅客輸送モデルは6名から9名の定員で110 bhp の2.3 L JTD 16vエンジンを搭載し、これもユーロ3に適合していた。
デュカト コンビ（Combi）は貨客混載モデルで荷物と同じように人も9名まで乗せられた。デュカト 10（1.0トン）、デュカト 14（1.4トン）とデュカト マキシ18（1.8トン）の各モデルがあった。
第2世代のデュカトは2003年にフェイスリフトを施され、後部と側面にモールディングを追加しフロントグリルが新しくされた。エンジンは2.0 L JTD、2.3 L JTD 16v、2.8 L JTDで、2.5 Lディーゼルエンジンは廃止された。このときのモデル名称は、デュカト 29（2.9トン）、デュカト 30（3.0トン）、デュカト 33（3.3トン）とデュカト マキシ35（3.5トン）であった。
なお、日野自動車が過去に販売していた小型路線バスの初代日野・ポンチョは、デュカトのシャシをベースとした車両である。

### エンジン

#### 1993年 - 1999年
| 型式   | 種類               | 出力                                      |
| 2.0    | ガソリンエンジン   | 100 PS (99 hp/74 kW)                      |
| 2.0D   | ディーゼルエンジン | 81 PS (80 hp/60 kW)                       |
| 1.9TD  | ディーゼルエンジン | 82 PS (81 hp/60 kW) - 90 PS (89 hp/66 kW) |
| 2.5D   | ディーゼルエンジン | 100 PS (99 hp/74 kW)                      |
| 2.5TDI | ディーゼルエンジン | 115 PS (113 hp/85 kW)                     |
| 2.8D   | ディーゼルエンジン | 87 PS (86 hp/64 kW)                       |
| 2.8TD  | ディーゼルエンジン | 139 PS (137 hp/102 kW)                    |

#### 1999年 - 2003年
| 型式      | 種類               | 出力                  |
| 2.0       | ガソリンエンジン   | 100 PS (99 hp/74 kW)  |
| 1.9D      | ディーゼルエンジン | 85 PS (84 hp/63 kW)   |
| 1.9TD     | ディーゼルエンジン | 90 PS (89 hp/66 kW)   |
| 2.0JTD    | ディーゼルエンジン | 100 PS (99 hp/74 kW)  |
| 2.3JTD    | ディーゼルエンジン | 110 PS (108 hp/81 kW) |
| 2.5TDI    | ディーゼルエンジン | 116 PS (114 hp/85 kW) |
| 2.8i.d.TD | ディーゼルエンジン | 125 PS (123 hp/92 kW) |

#### 2003年 - 2006年
| 型式              | 種類               | 出力                   |
| 2.0               | ガソリンエンジン   | 110 PS (108 hp/81 kW)  |
| 2.0 natural power | CNG                | 110 PS (108 hp/81 kW)  |
| 2.0 G power       | LPG                | 110 PS (108 hp/81 kW)  |
| 2.0JTD            | ディーゼルエンジン | 84 PS (83 hp/62 kW)    |
| 2.3 JTD 16V       | ディーゼルエンジン | 110 PS (108 hp/81 kW)  |
| 2.8 JTD           | ディーゼルエンジン | 127 PS (125 hp/93 kW)  |
| 2.8 JTD Power     | ディーゼルエンジン | 146 PS (144 hp/107 kW) |

## 3代目 (2006年 - )
2006年に発表。再び積載量が増やされデュカト 30（3.0トン）、デュカト 33（3.3トン）、デュカト マキシ35（3.5トン）、デュカト マキシ40（4.0トン）がある。
2022年2月、ステランティス日本法人の一つであるFCAジャパン（現：Stellantisジャパン）が日本への導入を正式発表し、同年9月より販売を開始した。キャンピングカー向けにターゲットを絞り、日本国内のキャンピングカービルダー5社と「フィアット プロフェッショナル正規販売代理店」として契約し、販売だけでなく、ショールームならびにサービスワークショップをフィアット プロフェッショナルのCI基準に則って整備することになっている。日本における仕様は、本革巻きステアリングにフルデジタルメーター、Uconnect10.1インチナビゲーションといった快適装備に加え、フォワードコリジョンウォーニング、歩行者検知付き衝突被害軽減ブレーキ、クルーズコントロール、レーンデパーチャーウォーニング、デジタルルームミラーといった安全装備も備えている。全タイプ共通でパワーユニットに最高出力180HP、最大トルク450Nmを発生する直列4気筒2.2リッターディーゼルターボ「MULTIJET3」と9速オートマチックを組み合わせている。ボディタイプは、標準ボディのL2H2、ロングホイールベースのL3H2、L3H2をハイルーフにしたL3H3の3タイプが用意される。
2024年8月21日、日本で初のモデルチェンジとなる「Series 9（シリーズナイン）」を発売。前モデルとの違いとしては、隔壁の前部にライニング（内張り）を施し、後部にはコートフックを追加した。また、安全面ではアダプティブクルーズコントロール（ストップ&ゴー機能付き）、レーンセンタリング、トラフィックジャムアシストを標準装備して安全性を向上させた。ラインナップは、スタンダードモデルのL2H2とロングボディモデルのL3H2の2種になった。
2025年4月3日、マイナーチェンジ。MULTIJET3エンジンのターボチャージャーが新設計され、欧州参考値でCO2排出量を8%相当削減した。トランスミッションも8速ATに変更され、欧州参考値でCO2排出量の10%削減を実現している。エクステリアでは、バンパー、ドアミラー、フロントグリルに同色デザインを採用。インテリアでは、ステアリングホイールにFIATの新ロゴを採用。また、安全面ではフロント、リアバンパー、サイドモールディングに360°センサーが配置された。また、Series 9時にラインナップから外れていたロングボディ・ハイルーフモデルのL3H3がラインナップに復活した。

### エンジン
| 型式               | 種類               | 出力                   |
| 2.2 Multijet       | ディーゼルエンジン | 100 PS (99 hp/74 kW)   |
| 2.3 Multijet       | ディーゼルエンジン | 120 PS (118 hp/88 kW)  |
| 2.3 Multijet       | ディーゼルエンジン | 130 PS (128 hp/96 kW)  |
| 3.0 Multijet Power | ディーゼルエンジン | 157 PS (155 hp/115 kW) |